# Metacatharsius nubiensis
Metacatharsius nubiensis är en skalbaggsart som beskrevs av Edgar von Harold 1878. Metacatharsius nubiensis ingår i släktet Metacatharsius och familjen bladhorningar. Inga underarter finns listade i Catalogue of Life.